# Peter Möller (handbollsspelare)
Alf Peter Möller, född 25 juni 1972, är en svensk tidigare handbollsspelare (försvarare/mittsexa). Efter spelarkarriären har han varit assisterande tränare och styrelsemedlem i IK Sävehof, och arbetat som ingenjör. Han är far till Simon Möller, målvakt i IK Fenix Toulouse, samt Felix Möller mittsexa i Aalborg håndbold.

## Biografi

### Handbollskarriär
Möller började sin karriär i BK Heid. Under andra halvan av 1990-talet gick Möller till Alingsås HK. Han bidrog till att klubben gick upp i högsta serien, dåvarande Elitserien, för första gången. Redan under första elitseriesäsongen 1998/1999 tog sig laget sensationellt till SM-semifinal, men åkte ut mot blivande mästarna HK Drott.
Efter säsongen blev Möller heltidsproffs i tyska VfL Bad Schwartau i Bundesliga. Han var delaktig då de 2001 vann Tyska cupen. 2002 följde han med då klubben flyttades till Hamburg och blev HSV Hamburg. Efter en och en halv säsong i Hamburg vände han hem till Sverige. I januari 2004 blev han klar för Partilleklubben IK Sävehof. Under sejouren i Sävehof var han en bidragande orsak till att vinna klubbens två första SM-guld på herrsidan, 2004 och 2005. Han avslutade karriären efter SM-finalförlusten mot Hammarby IF, säsongen 2007/2008.

### Efter handbollskarriären
Möller har tidigare jobbat som anläggningskonstruktör och har efter avslutad handbollskarriär blivit gruppchef för anläggningskonstruktionsavdelningen vid konsultfirman SWECO:s kontor i Göteborg.

## Meriter
- Tysk cupmästare 2001 med VfL Bad Schwartau
- Två SM-guld (2004 och 2005) med IK Sävehof